# Михайловский, Иван Алексеевич
Иван Алексеевич Михайловский (21 апреля 1931, Янтиково, Нижегородский край — 27 октября 1977, Янтиково, Чувашская АССР) — советский колхозник. Герой Социалистического Труда (1966).

## Биография
Иван Михайловский родился 21 апреля 1931 года в селе Янтиково Яльчикского района Автономной Чувашской Социалистической Советской Республики Нижегородского края (сейчас Чувашии) в семье колхозника. По национальности чуваш.
В 16-летнем возрасте окончил семь классов сельской школы и вступил в местный колхоз «Победа». Сначала трудился колхозником, после этого окончил курсы трактористов. С 1955 года стал бригадиром трактористов, с 1960 года возглавлял 5-ю комплексную бригаду колхоза, за которой закрепили 1200 гектаров пашни, ферму крупного рогатого скота, птицеводческую ферму, сельхозтехнику.
Бригада Михайловского на протяжении нескольких лет производила элитные сортовые семена зерновых. Урожаи были стабильно высокими: с гектара получали 22—32 центнера зерна, 155—320 центнеров картофеля, 736—917 центнеров кормовой свёклы, 622—750 центнеров зелёной массы кукурузы. В 1966 году средний надой от коровы симментальской породы на ферме составили 3083 кг, курица-несушка давала 231 яйцо.
23 июня 1966 года Указом Президиума Верховного Совета СССР за успехи, достигнутые в увеличении производства и заготовок пшеницы, ржи, гречихи, риса, других зерновых и кормовых культур и высокопроизводительном использовании техники удостоен звания Героя Социалистического Труда с вручением ордена Ленина и золотой медали «Серп и Молот».
В 1967 году бригада Михайловского получила самый высокий в Чувашской АССР урожай хлеба — 32,4 центнера с гектара.
Был депутатом Верховного Совета СССР 8-го созыва (1970—1974), Яльчикского районного и Янтиковского сельского советов депутатов трудящихся.
Жил в Янтиково.
Умер 27 октября 1977 года.
Награждён орденами Ленина (23 июня 1966), Октябрьской Революции (8 апреля 1971), «Знак Почёта» (10 марта 1976), двумя золотыми медалями ВДНХ СССР. Заслуженный механизатор Чувашской АССР (1966).